# Heinrich Oechslin

Heinrich Oechslin (1971)

Heinrich Oechslin (* 21. November 1913 in Galgenen; † 16. Juni 1985 in Lachen; heimatberechtigt in Einsiedeln) war ein Schweizer Richter und Politiker der Christlichdemokratischen Volkspartei (CVP) aus dem Kanton Schwyz.

## Leben
Heinrich Oechslin wurde als Sohn des Sekundarlehrers Stephan Adelrich geboren. 1941 heiratete er Louise Mächler. Er besuchte das Gymnasium in Schwyz und studierte anschliessend Rechtswissenschaften an der Universität Freiburg und an der Universität Zürich. Im Jahr 1942 promovierte er zum Doktor der Rechte (Dr. iur.). Von 1937 bis 1961 war er Gerichtsschreiber und dann von 1961 bis 1980 Gerichtspräsident am Bezirksgericht March.
Oechslins politische Laufbahn begann 1956 mit seiner Wahl in den Schwyzer Kantonsrat, dem er bis 1964 angehörte. Auf Bundesebene war er vom 7. Dezember 1959 bis zum 30. November 1975 Ständerat und vertrat zunächst die konservativ-christlichsoziale Volkspartei, die ab 1970 als Christlichdemokratische Volkspartei (CVP) auftrat. Im Jahr 1974/75 war er Präsident des Ständerats. Oechslin gehörte auf Bundesebene neun ständigen Kommissionen an, von welchen er die Finanz- und die Begnadigungskommission auch präsidierte.
In der Schweizer Armee bekleidete er den Rang eines Obersts.